# Fabulosul destin al lui Toma Cuzin
Fabulosul destin al lui Toma Cuzin este un film românesc din 2009 regizat de Vlad Trandafir, Paul Negoescu. Rolurile principale au fost interpretate de actorii Toma Cuzin, Sabina Posea, Lurențiu Dumitrescu.

## Distribuție
Distribuția filmului este alcătuită din:
- Sabina Posea — Tânăra
- Cuzin Toma — Toma Cuzin
- Lurențiu Dumitrescu — Individul